# 锁江楼

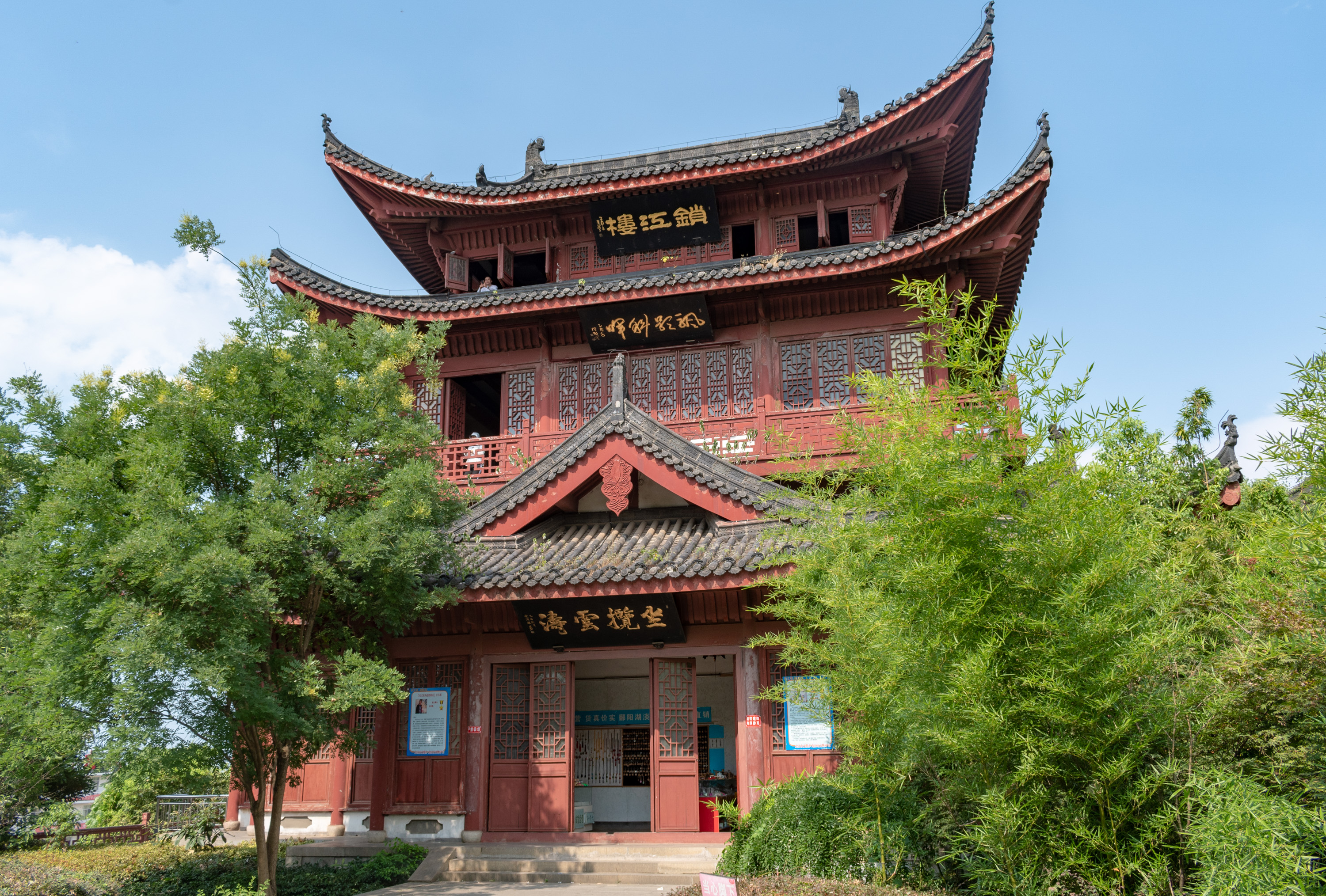
九江市锁江楼

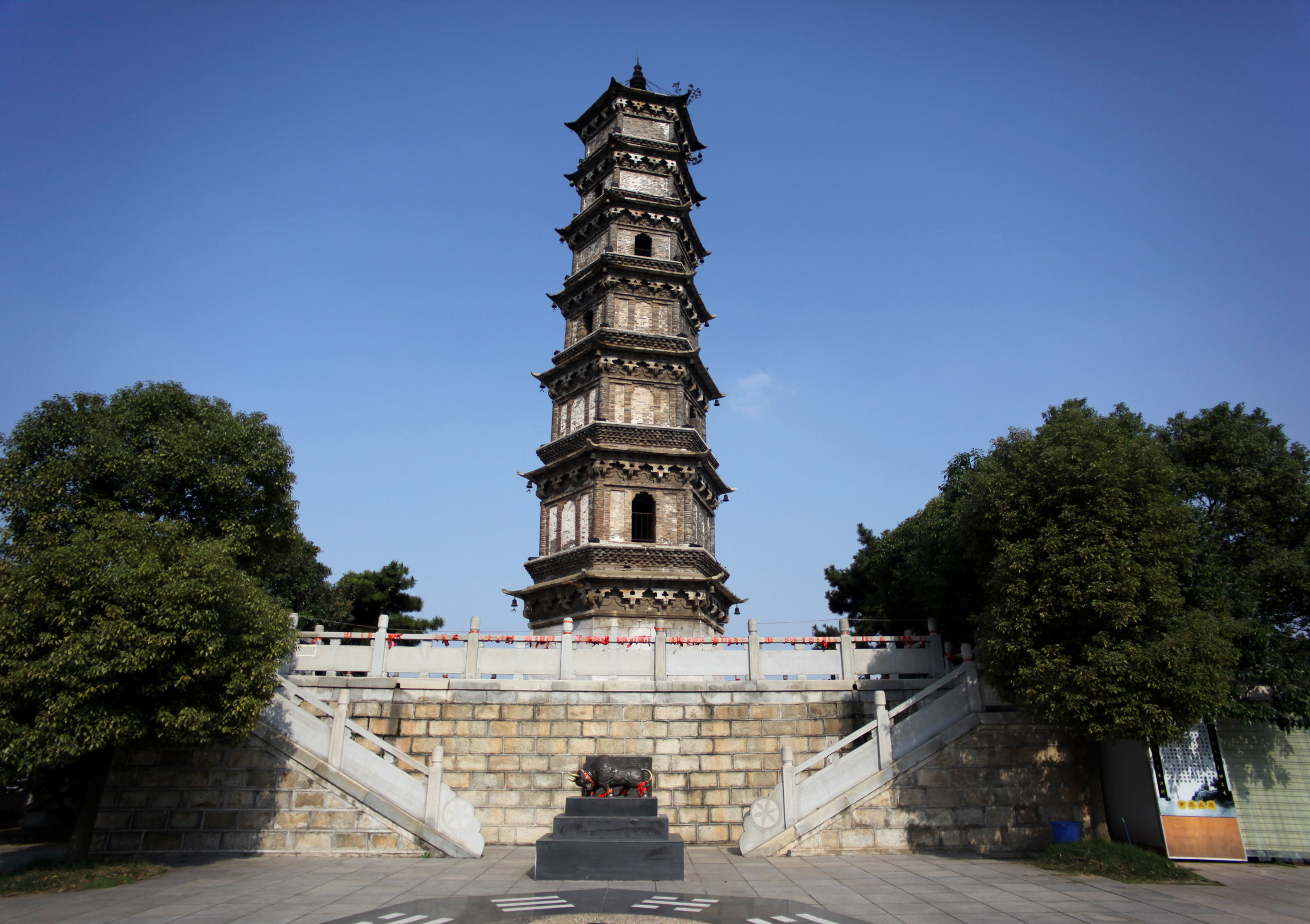
九江市锁江楼古塔

锁江楼位于江西省九江市东北郊长江南岸。明朝万历十三年（1558年）九江郡守吴秀于长江南岸迥龙矶上始建锁江楼，并在锁江楼南建锁江楼塔。锁江楼塔是一座高三十五米的七层石塔。万历三十四年（1606年），九江地震，锁江楼坠入长江，锁江楼塔幸存。清乾隆年间，重建锁江楼，重修锁江楼塔。清末锁江楼毁。
锁江楼塔经1986年重修，1998年纠正塔身偏斜；现为省级文物保护单位。2003年重修锁江楼，外高三层内高四层，楼内正中有一幅大型青花瓷壁画《浔阳八景》。